# Jacopo Nardi
Jacopo Nardi (født 21. juli 1476 i Firenze, død 11. marts 1563 i Venedig) var en italiensk historieskriver. 
Han deltog som ivrig republikaner og modstander af Medicierne i sin fædrenestads politiske liv, havde indflydelsesrige embeder i Savonarolas tid og senere; men efter Mediciernes genkomst til Firenze måtte Nardi vandre i landflygtighed, først til Rom, derefter til Napoli, hvor han 1535 fremsatte de forvistes klager for Karl V, endelig til Venedig. Sine sidste dage levede han i trange kär, beskæftiget med at nedskrive den nyere florentinske historie, til dels efter personlige erindringer og i antimediceisk ånd. Værket udkom efter Nardis død med titlen Istorie della città di Firenze (1582); det udmærker sig ved sin fremstilling, men partiskheden er vel meget fremtrædende. En god, ny udgave af det besørgede Agenore Gelli (1858). Desuden har Nardi skrevet en biografi af Antonio Giacomini Tebalducci (1597, ny udgave ved Gelli, 1854; 1867, ved Carlo Gargiolli), forsøgt sig som dramatisk digter, navnlig komedien L'Amicizia, og besørget en fri oversættelse af Livius (1540).